# Книжка року 2012
«Книжка року 2012» — XIV Всеукраїнський рейтинг, що проводиться Центром рейтингових досліджень «Еліт-Профі».
Лауреатів 2012 року було названо 25 січня у прямому ефірі Першого Національного.

## Ґран-прі
Звання найкращої книжки року та Ґран-прі дісталися виданню «Хотинська битва 1621 — битва за Центральну Європу», що вийшло у київському видаництві «Балтія-Друк».

## Номінації
| Номінація                                                    | Категорія                                       | Автор                                        | Назва | Видавництво                                                                     | Результат |
| ------------------------------------------------------------ | ----------------------------------------------- | -------------------------------------------- | --- | ------------------------------------------------------------------------------- | --------- |
| «Обрії»                                                      | Науково-популярна література / публіцистика     | Джордж Вайґель                               | Свідок надії. Життєпис Папи Івана-Павла II                                                                                          | Л.: Український католицький університет                                         | Перемога  |
| «Обрії»                                                      | Спеціальна література                           | Юрій Шевельов                                | Нарис сучасної української літературної мови та інші лінгвістичні студії (1947–1953)                                                | К. : Темпора                                                                    | Перемога  |
| «Обрії»                                                      | Енциклопедичні й довідкові видання              |                                              | Ґвара. Автентична Львівська Абетка                                                                                                  | І-Фр.. : Лілея-НВ                                                               | Перемога  |
| «Минувшина»                                                  | Популярні видання/історична белетристика        |                                              | Хотинська битва 1621 — битва за Центральну Європу                                                                                   | К. : Балтія-Друк                                                                | Перемога  |
| «Минувшина»                                                  | Дослідження/документи                           | Наталя Яковенко                              | Дзеркала ідентичності. Дослідження з історії уявлень та ідей в Україні XVI — початку XVIII століття. Сер. «Золоті ворота»           | К. : Laurus                                                                     | Перемога  |
| «Минувшина»                                                  | Біографії/мемуари                               | Сергій Єфремов                               | Щоденник. Про дні минулі (спогади)                                                                                                  | К. : Темпора                                                                    | Перемога  |
| «Дитяче свято»                                               | Твори для дошкільнят і молодших школярів        |                                              | 100 казок. 3-й том | К. : А-БА-БА-ГА-ЛА-МА-ГА                                                        | Перемога  |
| «Дитяче свято»                                               | Твори для середніх і старших школярів           | Максим Прасолов, Олексій Чебикін, Олег Колов | Даогопак. Книга 1. Анталійська гастроль                                                                                             | К. : Небесний ключ                                                              | Перемога  |
| «Дитяче свято»                                               | Розвиваюча та пізнавальна література            |                                              | Енциклопедія винаходів і відкриттів                                                                                                 | К. : Махаон-Україна                                                             | Перемога  |
| «Візитівка»                                                  | Мистецтво                                       | Анатоль Петрицький                           | Театральні строї та декорації | Л — К. : Майстер Книг, Інститут колекціонерства українських мистецьких пам‘яток | Перемога  |
| «Візитівка»                                                  | Етнологія/етнографія/фольклор/соціолінгвістика: | М. С. Білан, Г. Стельмащук.                  | Український стрій | Л. : Апріорі                                                                    | Перемога  |
| «Візитівка»                                                  | Краєзнавча і туристична література              |                                              | Забудова Києва доби класичного капіталізму, або Коли і як місто стало європейським                                                  | К. : Варто                                                                      | Перемога  |
| «Софія» (здобутки української та зарубіжної гуманітаристики) | Зарубіжна гуманітаристика                       |                                              | Єврейська цивілізація. Оксфордський підручник з юдаїки. У 2 томах                                                                   | К. : Дух і Літера, Дніпропетровськ: центр «Ткума»                               | Перемога  |
| «Софія» (здобутки української та зарубіжної гуманітаристики) | Українська гуманітаристика                      | Андрій Баумейстер                            | Біля джерел мислення і буття; Хома Аквінський: Вступ до мислення. Бог, буття і пізнання. Сер. «Sapientia humana / sapientia divina» | К. : Дух і Літера                                                               | Перемога  |
| «Красне письменство»                                         | Сучасна українська проза/есеїстика/драматургія  | Юрій Винничук                                | Танґо смерті | Х. : Фоліо                                                                      | Номінація |
| «Красне письменство»                                         | Сучасна українська проза/есеїстика/драматургія  | Мирослав Дочинець                            | Криничар | М. : Карпатська вежа                                                            | Номінація |
| «Красне письменство»                                         | Сучасна українська проза/есеїстика/драматургія  | Василь Кожелянко                             | Діти застою | Ч. : Книги-XXI                                                                  | Перемога  |
| «Красне письменство»                                         | Сучасна українська проза/есеїстика/драматургія  | Андрій Курков                                | Львівська гастроль Джимі Хендрікса                                                                                                  | Х. : Фоліо                                                                      | Номінація |
| «Красне письменство»                                         | Сучасна українська проза/есеїстика/драматургія  | Таня Малярчук                                | Біографія випадкового чуда Сер. «Зіркова проза».                                                                                    | Х. : Книжковий клуб «Клуб сімейного дозвілля»                                   | Номінація |
| «Красне письменство»                                         | Сучасна українська проза/есеїстика/драматургія  | Олесь Ульяненко                              | Квіти Содому | Х. : Фоліо                                                                      | Номінація |
| «Красне письменство»                                         | Сучасна українська проза/есеїстика/драматургія  | Валерій Шевчук                               | Три листки за вікном; Птахи з невидимого острова Сер. «Перлини сучасної літератури»                                                 | К. : А-БА-БА-ГА-ЛА-МА-ГА                                                        | Номінація |
| «Красне письменство»                                         | Поезія/афористика                               | Сергій Жадан                                 | Вогнепальні й ножові | Х. : Клуб сімейного дозвілля                                                    | Перемога  |
| «Красне письменство»                                         | Поезія/афористика                               | Сергій Жадан                                 | Ефіопія Сер. «Сафарі» | Х. : Фоліо                                                                      | Номінація |
| «Красне письменство»                                         | Поезія/афористика                               | Ліна Костенко                                | Триста поезій Сер. «Українська Поетична Антологія»                                                                                  | К. : А-БА-БА-ГА-ЛА-МА-ГА                                                        | Номінація |
| «Красне письменство»                                         | Поезія/афористика                               | Олег Лишега                                  | Великий міст Сер. «Приватна колекція»                                                                                               | Л. : Піраміда                                                                   | Номінація |
| «Красне письменство»                                         | Поезія/афористика                               | Тарас Мельничук                              | Князь роси Сер. «Українська Поетична Антологія»                                                                                     | К. : А-БА-БА-ГА-ЛА-МА-ГА                                                        | Номінація |
| «Красне письменство»                                         | Поезія/афористика                               |                                              | Нью-Йоркська група. Сер. «Приватна колекція»                                                                                        | Л. : Піраміда                                                                   | Номінація |
| «Красне письменство»                                         | Поезія/афористика                               | Ігор Римарук                                 | Божественний вітер Сер. «Третє тисячоліття: українська поезія»                                                                      | Ч. : Букрек                                                                     | Номінація |
| «Хрестоматія»                                                | Українська та зарубіжна художня класика         | Ґізель Інокентій                             | Вибрані твори у 3-х томах | Л. : Свічадо                                                                    | Перемога  |
| «Хрестоматія»                                                | Літературознавство                              | Юрій Пелешенко                               | Українська література пізнього Середньовіччя (друга половина ХІІІ — XV ст.)                                                         | К. : Стилос                                                                     | Перемога  |
| «Хрестоматія»                                                | Критика/біографії/мемуари                       | Михайло Слабошпицький                        | Що записано в книгу життя. Михайло Коцюбинський та інші. Сер. «Persona grata»                                                       | К. : Ярославів Вал                                                              | Перемога  |
| Номінація                                                    | Категорія                                       | Автор                                        | Назва | Видавництво                                                                     | Результат |